# Carlos Aimar
Carlos Daniel Aimar (Corral de Bustos, 21 luglio 1950) è un allenatore di calcio ed ex calciatore argentino, di ruolo centrocampista.

## Palmarès

### Giocatore

#### Competizioni nazionali
- Campionato argentino: 2

Rosario Central: Nacional 1971, Nacional 1973

### Allenatore

#### Competizioni internazionali
- Supercoppa Sudamericana: 1

Boca Juniors: 1989
- Recopa Sudamericana: 1

Boca Juniors: 1990